# جاك برتراند
جاك برتراند (بالفرنسية: Jacques Bertrand )‏ (و. – م) هو ممثل، من فرنسا.

## وصلات خارجية
- جاك برتراند على موقع IMDb (الإنجليزية)
- جاك برتراند على موقع قاعدة بيانات الأفلام السويدية (السويدية)
- جاك برتراند على موقع قاعدة بيانات الفيلم (الإنجليزية)
- جاك برتراند على موقع كينوبويسك (الروسية)